# Krobia (geslacht)
Krobia is een geslacht van vissen uit de familie van de cichliden (Cichlidae).

## Soorten
- Krobia guianensis (Regan, 1905)
- Krobia itanyi (Puyo, 1943)
- Krobia xinguensis Kullander, 2012